# Pharr, Texas
Pharr là một thành phố thuộc quận Hidalgo, tiểu bang Texas, Hoa Kỳ. Năm 2010, dân số của xã này là 70400 người.

## Dân số
- Dân số năm 2000: 46660 người.
- Dân số năm 2010: 70400 người.